# John Windus
John Windus (floruit 1725) est un ambassadeur britannique au Maroc qui a écrit un récit de ses voyages dans ce pays en 1725. 

## Biographie
En 1720, il se rend en expédition diplomatique au Maroc avec Charles Stewart , qui a reçu une petite flotte et l'autorité d'un ministre plénipotentiaire. Après avoir quitté l'Angleterre le 24 septembre 1720, ils se rendent à Tétouan, où ils rencontrent le pacha Hamet Ben Ali Ben Abdallah. Les deux parties signent un traité de paix à Ceuta en janvier 1721, en vertu duquel les Marocains s'engagent à interdire la piraterie et à libérer les prisonniers anglais. Ils se rendent à Meknès où ils rencontrent le roi du Maroc, Ismail Ibn Sharif , et confirment l'alliance anglo-marocaine.

## Voyageur au Maroc
Windus passe quatre mois à voyager au Maroc et a tiré parti de ses expériences pour écrire un ouvrage, A Journey to Mequinez, the Residence of the Present Emperor of Fez and Morocco, on the Occasion of Commodore Stewart’s Ambassy Thither for the Redemption of the British Captives in the Year 1721, publié en 1725. Le livre n'est à l'époque que le deuxième publié en anglais sur le Maroc et est de loin le plus complet sur la vie, la société, la politique et l'environnement d'un pays peu visité par les Chrétiens. Il a été édité à plusieurs reprises, et a influencé les écrivains ultérieurs, tout en fournissant un dossier historique inestimable sur le Maroc de cette époque. L'ouvrage a été traduit en allemand en 1726 et en arabe en 1993.
- (en) Cet article est partiellement ou en totalité issu de l’article de Wikipédia en anglais intitulé « John Windus » (voir la liste des auteurs).